# Odontria giveni
Odontria giveni är en skalbaggsart som beskrevs av Watt 1984. Odontria giveni ingår i släktet Odontria och familjen Melolonthidae. Inga underarter finns listade i Catalogue of Life.